# 棋武士
《棋武士》（英文：Chess Warriors）是張衛健繼《少年英雄方世玉》之後的最新作品。由周令剛、宋振山製作，張衛健、樊亦敏、黃文豪、何美鈿領銜主演，鞠覺亮導演。

## 特色
在劇中張衛健是跛子、黃文豪缺右臂、何美鈿一度失聲。

三個主角全是非健全人士。

## 劇情
大梁皇帝和契丹皇帝在禁宮校場下棋，但不是普通的棋局，而是用武士代替的死亡遊戲，只有“吃者”打败“被吃者”才能吃子，“被吃者”可以在让对方三招后反杀“吃者”。
因權臣冷子京故意误导，大梁皇帝棋局慘敗，割地賠款，十六名武士只幸存两人，主帥葉全忠並遭冷子京暗中杖斃。主將岳懷仙斷了右臂，死裡逃生。『民間棋王』小痞子薛一驃救了重傷的懷仙。
冷子京的女兒冷豔追殺岳懷仙，但得知岳的冤屈後竟產生了情愫。葉全忠的女兒葉夜心，也和他們在一起。
冷子京之前故意将怀孕的李慕梅送给皇帝，李慕梅成为继皇后并生下太子。后来李慕梅因为太子迷恋冷艳，担心他们兄妹乱伦，冷子京才告知冷艳其实是当初他派人追杀抱着被陷害的故皇后之子逃出宫的宫女桂香时抓到的桂香之女，桂香即是薛母。
有本棋譜形成的武學秘笈《七殺真經》就在薛一驃的口袋裡！那是不久前，血魔手的師弟兼薛的「棋友」逍遙子臨終前託付給薛的。
岳、薛等人從棋譜中悟出絕世武功的竅門，冷艳因爱慕二人亦加入。经过苦练，岳怀仙、叶夜心、冷艳、杀手巴雷武、薛一驃、飞贼包冲天、小太监归而止分别为帅仕相车马炮兵，重組「紅棋武士」；冷子京气愤冷艳背叛自己，当其面说出其真实身世并令其与桂香相认；桂香告知皇帝薛一驃是皇子，皇帝于是授权薛一驃指挥棋局，以七子对十六子，一舉擊潰契丹「黑棋武士」；皇帝公开薛一驃身世并禅位，众奸角也都得到了惩罚。

### 感情生活
薛一驃開始喜歡葉夜心，後來和冷豔相處久了才發現互相喜歡對方。

冷豔一開始喜歡岳懷仙，後來和薛一驃相處久了才發現互相喜歡對方。

岳懷仙喜歡葉夜心，但因為薛一驃喜歡葉夜心，冷豔喜歡他，只好和冷豔交往，得知冷艳是仇家女后决裂，最终還是和葉夜心在一起。

葉夜心其實一直喜歡岳懷仙。

## 演員
主要演員
- 張衛健（台灣配音：正昌） 飾 薛一驃
- 樊亦敏（台灣配音：鄭仁麗） 飾 冷豔
- 黃文豪（台灣配音：趙明哲） 飾 岳懷仙
- 何美鈿（台灣配音：魏晶琦） 飾 葉夜心

其他演員
- 車軒（台灣配音：王希華） 飾 冷子京
- 沈孟生（台灣配音：陳進益） 飾 巴雷武
- 黃一飛（台灣配音：徐建春） 飾 皇帝
- 陳鴻烈 飾 七殺郎君
- 陈大成 飾 诸葛十八
- 张建利 飾 血魔手
- 姚二嘎 飾 包冲天
- 崔红红（台灣配音：李映淑） 飾 李慕梅
- 謝娜 飾 含香
- 杜寧林 飾 薛母